# 最后的晚餐 (达芬奇)
《最後的晚餐》（義大利語： [il tʃeˈnaːkolo] 、  [ˈlultima ˈtʃeːna]）是一幅廣為人知的大型壁画，文藝復興时期由列奥纳多·达·芬奇繪于米兰天主教恩寵聖母多明我会院的食堂之牆壁上。1980年，绘有《最后的晚餐》的恩宠圣母被列为世界遗产。

## 創作歷史
- 1463年－由建築師索拉里（英语：Guiniforte Solari）修建恩寵聖母的多明我會院。
- 1470年代－公爵盧多維科·斯福爾扎，擴建會院。公爵找來了當時28歲的畫家達文西與另一位米蘭建築師伯拉孟特一同設計，伯拉孟特將會院後部的半圓形後殿改為挑高的聖壇。此外也增建了方形回廊、食堂等。
- 1495年－1497年－在有公爵廬多維科王徽裝飾的主窗下，达芬奇選擇了食堂北牆繪製他打稿已久的油畫「最後的晚餐」，就連顏料也是他自己的發明，是一種油彩與蛋彩的混合顏料，而並非中世紀時期廣被運用的濕壁畫顏料。此顏料因混合了有機物，據知是雞蛋與牛奶，而且达芬奇塗的很薄，導致「最後的晚餐」在五十年後就因濕氣而開始嚴重剝落，修道院費盡心力修補此畫多次。
- 1652年－會院在牆上開了一道小門，因此將畫中耶穌與三個門徒的腳給截去了。
- 1796年－法國大革命戰爭期間，拿破崙的法軍佔領米蘭，會院被法蘭西第一共和國軍方佔用，據記載該食堂被用來當做馬房。
- 1943年－二次大戰期間，米蘭遭受盟軍劇烈的轟炸，所幸會院並沒有被完全摧毀，為保護畫作，法西斯意大利軍方與人民以沙包、鋼架、木板將整面牆做了嚴密的保護，戰後修復了頃倒的其他屋體之後，才重新公開此畫。今日去參觀此畫，仍可看到當時的照片紀錄。
- 1982年－意大利成立修復小組，並在Olivetti的資助下，開始用科學儀器輔助清洗並修補「最後的晚餐」，主持修復計劃的是米蘭的一位藝術史教授比寧·布拉姆比拉（Pinin Brambilla Barcilon）。此舉雖滿足世人長久以來的愿望，但也引起藝術界的一些爭議，因此修復過程相當久，直到1999年3月才重新公開展示此畫。
- 2000年－《最後的晚餐》並沒有停止修補，而外界的爭議卻越來越大，有些評論家認為此畫被清洗的太過明亮，而藝術史家和宗教學家則在修復過的畫中發現了許多與眾不同的線索。

## 畫作內容
高4.6米，寬8.8米，画面利用透视原理，使观众感觉房间随画面作了自然延伸。为了構圖使徒坐得比正常就餐的距离更近，并且分成四组，在耶稣周围形成波浪状的层次。越靠近耶稣的门徒越显得激动。耶稣坐在正中间，他摊开双手镇定自若，和周围紧张的十二使徒形成鲜明的对比。耶稣背后的门外是祥和的外景，明亮的天空在他头上彷彿一道光环。他的双眼注视画外，仿佛看穿了世间的一切炎凉。最後的晚餐的畫中窗外显示是白天，因此被人列為疑點。

## 題材
《最後的晚餐》壁畫取材自聖經馬太福音第26章，描繪耶穌在遭羅馬士兵逮捕的前夕和门徒共進最後一餐時預言「你們其中一人將出賣我」後，門徒們顯得困惑、哀傷與騷動，紛紛詢問耶穌：「主啊，是我嗎？」的瞬間情景。唯有坐在耶穌右側（即畫面正方左邊第五位）的叛徒猶達斯（基督新教中文作猶大）驚慌地將身體往後傾，一手抓着出賣耶穌的酬勞——一個裝有三十塊銀幣的錢袋，臉部顯得陰暗。
據說達文西在繪作此圖時，所有人面孔皆已設想好，惟有加略人猶大未想好。當修道院院长來催達文西時，與公爵談此問題，恰好達文西对該院长有微詞，公爵聽聞他欲用院长之臉當作猶大的臉孔，連聲同意，並開懷大笑。

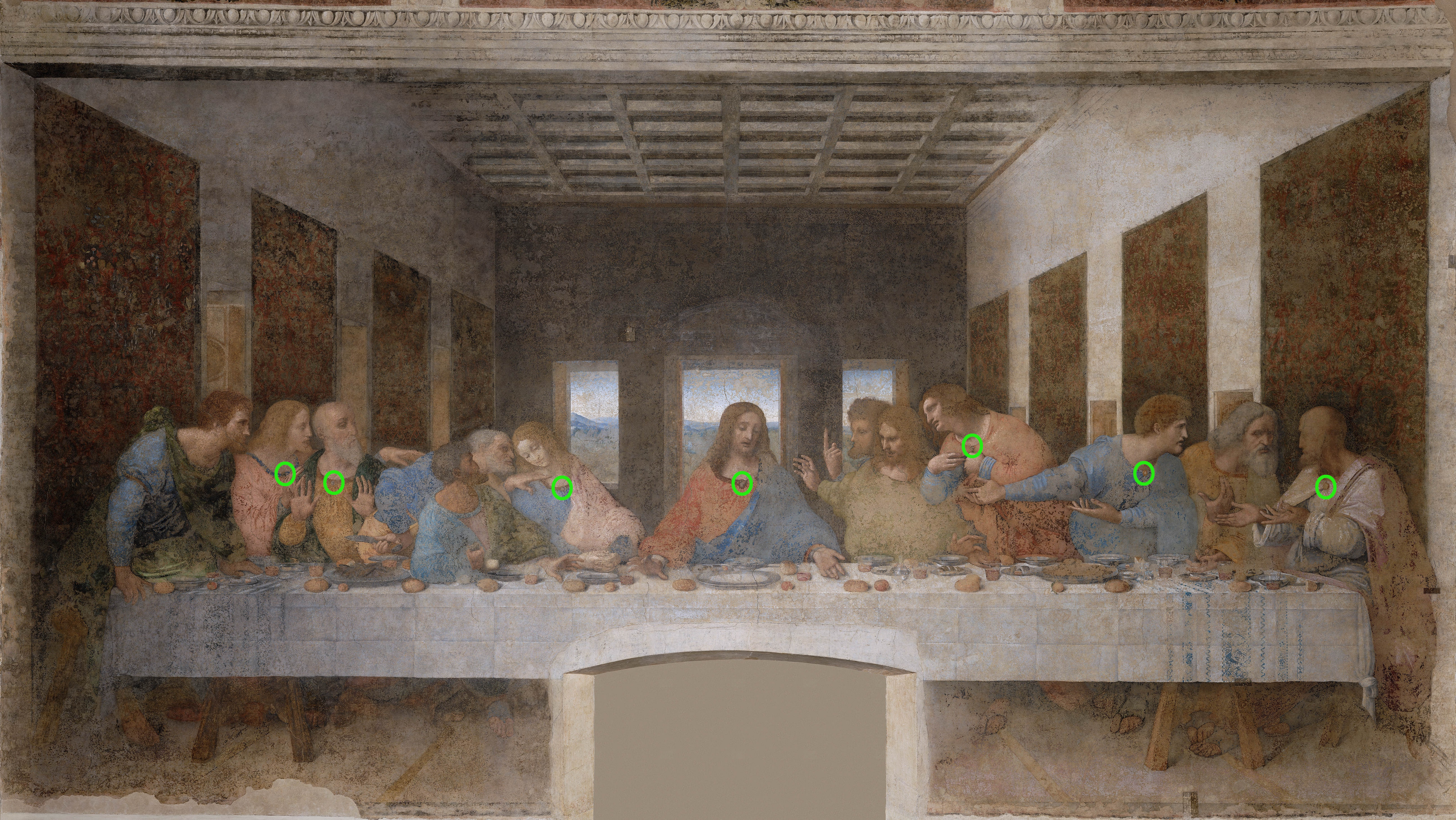
耶稣说：“凡洗过澡的人，只要把脚一洗，全身就干净了。你们是干净的，然而不都是干净的。”

一共13个人，只有7个人胸前有宝石配饰。众门徒两两同名，一个如光，一个像影。耶稣在十字架上，有两个强盗一左一右，在他两边，一个悔改了，所以被释放了另一个没有。山羊和绵羊何其相像，石头和鸡蛋也很相似，餐桌之上谁能分辨？摩西曾让十二支派分两队，分别站在基列心山和以巴路山，分别对着彼此，一个说祝福的话，一个说咒诅的话。

## 構圖與技法
一般都以达芬奇的《最後的晚餐》作為文藝復興極盛時期的起點，這幅壁畫完成的時間約在1495至1498年間。
為了呈現出每位門徒的形象，达芬奇將這戲劇性的一幕安排在一個大型食堂裡，讓聚集在長條桌一方的耶穌及其門徒都能面對觀眾，傳神的刻劃出每位門徒在瞬間所顯現的驚異又複雜的表情。畫面的構圖以耶穌為中心向兩旁展開，就像一個等邊三角形，再以高低起伏的人物動作形成三人一組的四個小三角形，使畫面顯得協調平衡又富有動態感，同時確立了文藝復興極盛時期高度理想化的構圖原則與表現手法。
达芬奇還運用正確的透視法成功呈現出「最後的晚餐」中的立體空間構圖。透視法，也稱為「投影法」，是將三維實際物體或景物描繪在二維圖面上，由於二維平面要表現出三維景物的立體感與相互之間的空間距離關係，必須解決不同媒介的視角轉換，達成似真的視覺效果。「最後的晚餐」中使用的「交點透視法」是以景物中的天花板、牆角、地磚、壁柱連線、桌椅左右邊線、窗框上下邊線或斜角陰影邊線等的假設延長線，相交於畫面深處消失的一點，營造出景觀深入的感覺。畫中食堂兩邊的牆與天花板上一格格的嵌板都向後退，創造一種景深的效果，最後集中並消失在耶穌頭上後方的窗戶，這一點正是整個壁畫的中心點，也是視覺的焦點。窗戶的光線極其自然的落在耶穌的頭上，形成光環的效果，完美的表達了耶穌的神性，可說是透視法極其成功的運用。

## 流行文化
相同的構圖用在許多流行文化中，例如電影《浴血任務2》的宣傳海報、電影《復仇者聯盟3》的網友合成海報、電玩《極地戰嚎5》的遊戲封面、影集太空堡垒卡拉狄加第四季的宣傳海報、動畫《黃金神威》其中一幕。
手機遊戲《重返未來1999》第二章插圖。
在迪士尼动画电影《狮子王》系列的同人艺术中，由DeviantArt社区画家kati-kopa所创作的《The Last Supper》由不同的狮子王官方角色和同人角色高度还原了相同的场景。

## 类似作品
- 《最后的晚餐》
- 丁托列多的《最后的晚餐 (丁托列托)》
- 科西莫·羅塞利的《最后的晚餐 (罗塞利)》

### 文獻
- The Western Humanities, Volume II: Renaissance to the Present, by Roy T. Matthews & F, Dewitt Platt, 3rd Edition, Mayfield Published, 1998.
- Living With Art, by Rita Gilbert, 5th Edition, McGraw-Hill Published, 1998.